# Beloetsji (taal)

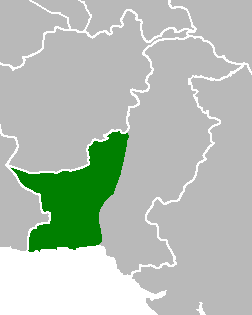
Het taalgebied van Beloetsji in Zuidwest-Pakistan

Het Beloetsji (بلۏچی, Balòci) is een West-Iraanse taal die gesproken wordt in het woestijnachtige zuidwesten van Pakistan (Beloetsjistan) en de aangrenzende gebieden in Iran (Iraans Beloetsjistan) en Afghanistan.
Het Beloetsji vertegenwoordigt binnen de Iraanse familie samen met onder meer het Koerdisch de noordwestelijke Iraanse talen.
In Afghanistan omvatten de Beloetsjen minder dan 12 procent van de bevolking. Het Beloetsji wordt er door minder dan 4 procent van de bevolking gesproken.

## Taalfamilie
Indo-Europese talen
- Indo-Iraanse talen
  - Iraanse talen
    - Noordwest-Iraanse talen
      - Beloetsji